# IC 3218
IC 3218 ist eine elliptische Zwerggalaxi vom Hubble-Typ dE im Sternbild Jungfrau auf der Ekliptik. Sie ist schätzungsweise 44 Millionen Lichtjahre von der Milchstraße entfernt. Die Galaxie wird unter der Katalognummer VVC 542 als Teil des Virgo-Galaxienhaufens gelistet.
Das Objekt wurde am 28. November 1900 von Arnold Schwassmann entdeckt.